# کارلوس مارینلی
کارلوس مارینلی (انگلیسی: Carlos Marinelli؛ زادهٔ ۱۴ مارس ۱۹۸۲) بازیکن فوتبال اهل آرژانتین است.
از باشگاه‌هایی که در آن بازی کرده‌است می‌توان به باشگاه فوتبال میدلزبرو، باشگاه فوتبال تورینو، باشگاه فوتبال دیوری ای‌تی‌او، باشگاه فوتبال بوکا جونیورز، باشگاه ورزشی براگا، باشگاه فوتبال اسپورتینگ کانزاس‌سیتی، و باشگاه فوتبال راسینگ کلوب آویاندا اشاره کرد.
وی همچنین در تیم‌های ملی فوتبال Argentina national under-17 football team و زیر ۲۰ سال آرژانتین بازی کرده‌است.